# Chiesa e monastero della Consolata
La chiesa di San Teobaldo, detta della Consolata, con l'attiguo monastero cistercense, è una chiesa cattolica astigiana in stile barocco piemontese situata nel Rione San Silvestro. 

## Le origini

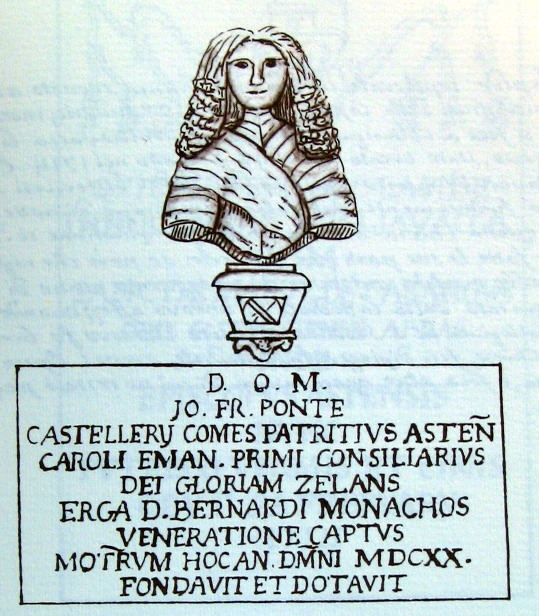
Chiesa della Consolata, busto del Conte di Castellero

A poche centinaia di metri dalla chiesa di San Silvestro, in direzione sud-ovest, si trova il complesso della Consolata. 
Nel 1801 S.G. Incisa ci dice che la chiesa di S.Teobaldo, detta della Consolata, è stata donata dal Marchese Villa nel 1659 ai monaci cistercensi, che avevano ricevuto già gli edifici per il monastero attiguo alla chiesa nel 1620 dal conte Giovanni Francesco Ponte.
Fabiana Percopio, invece, nei suoi studi del 1992 asserisce che il nobile astigiano Giovanni Francesco Ponte dei conti di Castellero acquistò una casa cortile nel Rione San Silvestro e questo fabbricato, sito tra via Orfanotrofio e via Hope, divenne la chiesa. A questa si aggiunsero le donazioni della famiglia Pergamo, in seguito trasformate in monastero cistercense.
Con la soppressione degli ordini regolari monastici, nel 1805, il monastero divenne casa delle orfane.
 Alla chiesa della Consolata venne trasferito il coro ligneo dalla chiesa di Sant'Anna e il 13 dicembre dello stesso anno si fece la solenne apertura della chiesa con il vescovo Pietro Arborio Gattinara.

## Architettura
Il monastero venne ricostruito in stile barocco tra il 1725/1730 per opera dell'architetto G. Antonio Sevalle, molto noto nel torinese e nel saluzzese. La particolarità del fabbricato è il carattere austero, quasi "gotico", che si contrappone ai portali e alle decorazioni barocche. 

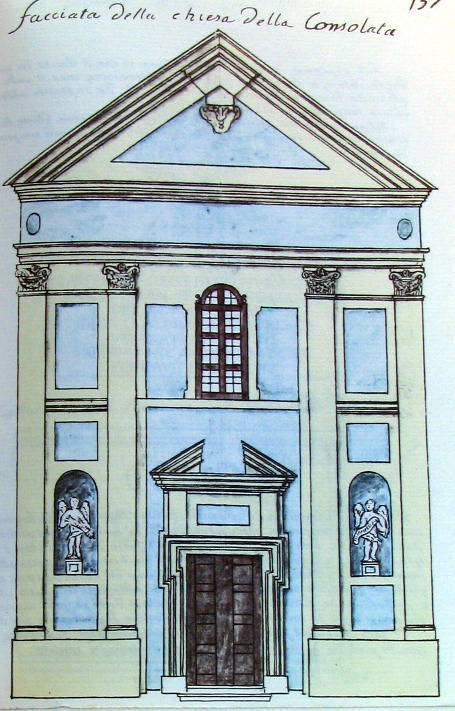
Chiesa della Consolata, disegno di Stefano Giuseppe Incisa (1806)

L'interno, completamente modificato nel XIX secolo, mantiene ancora lo scalone centrale settecentesco che porta ai piani superiori.
La chiesa di San Teobaldo, costruita intorno al 1655 e rimaneggiata nel Settecento, è una piccola chiesa con una facciata neoclassica. Ai lati del portone centrale sono presenti due nicchie contenenti due putti qui trasferiti dall'antica Certosa di Valmanera dopo il suo smantellamento. L'interno è ad unica navata, con soffitto a botte e due cappelle laterali. Notevole è l'altare centrale in stile rococò.

## Galleria d'immagini

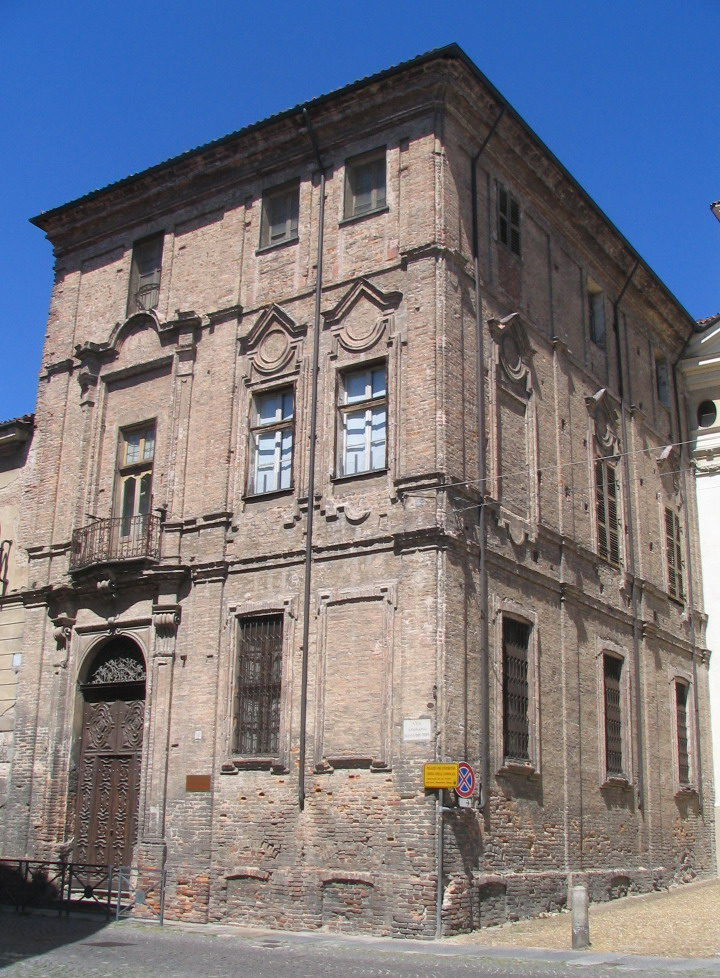
Il monastero
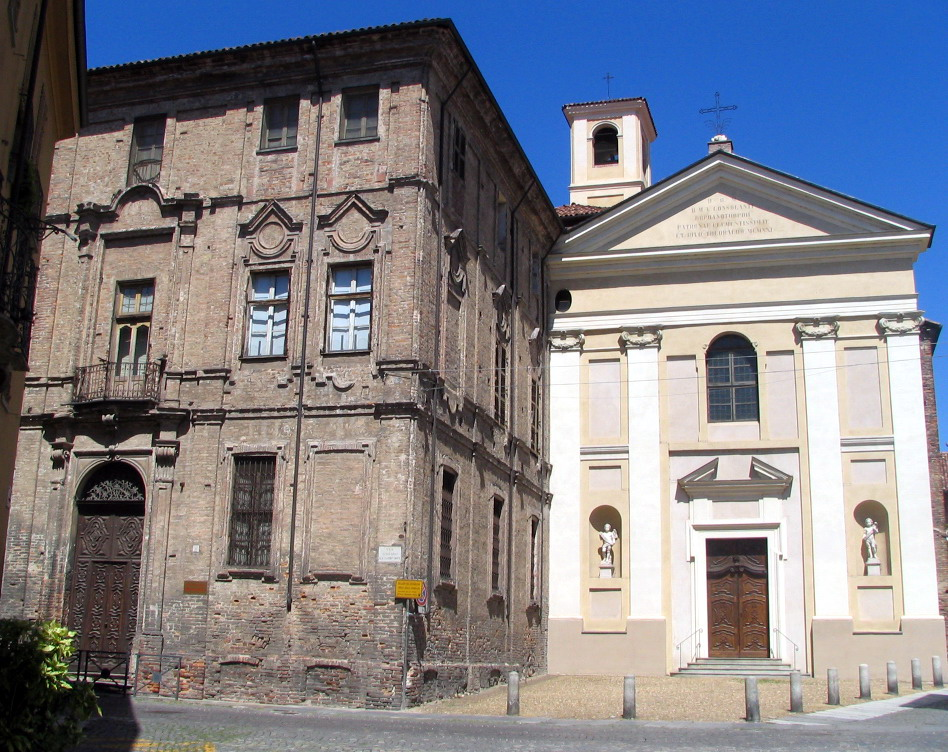
Monastero e chiesa
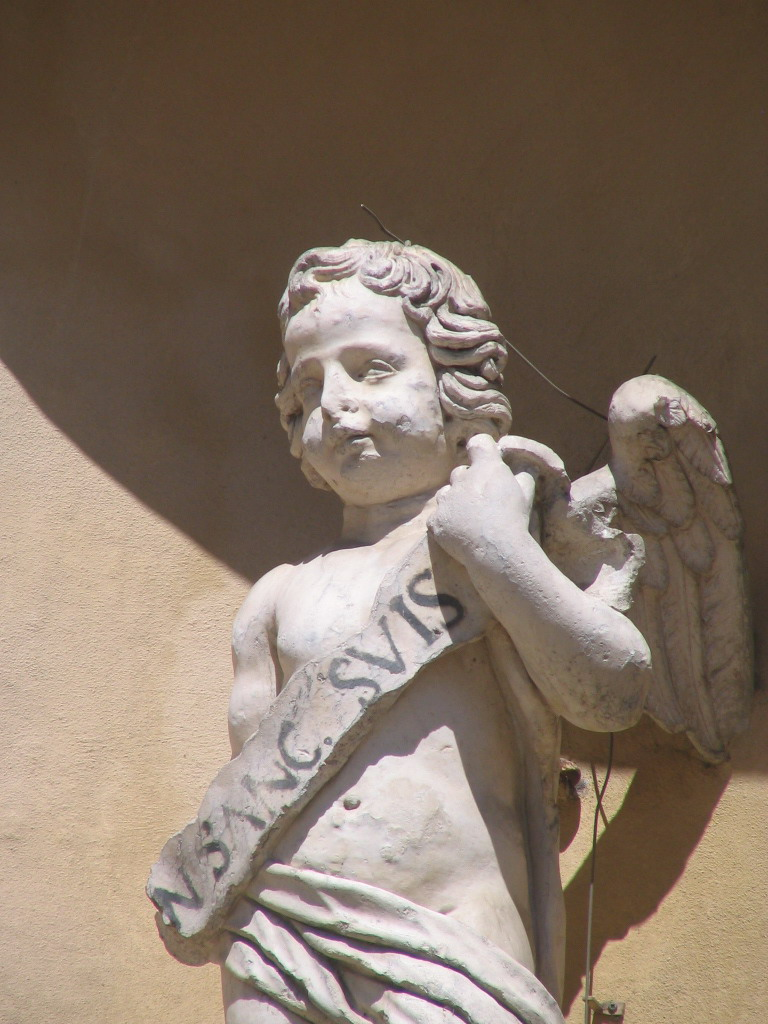
Facciata, particolare
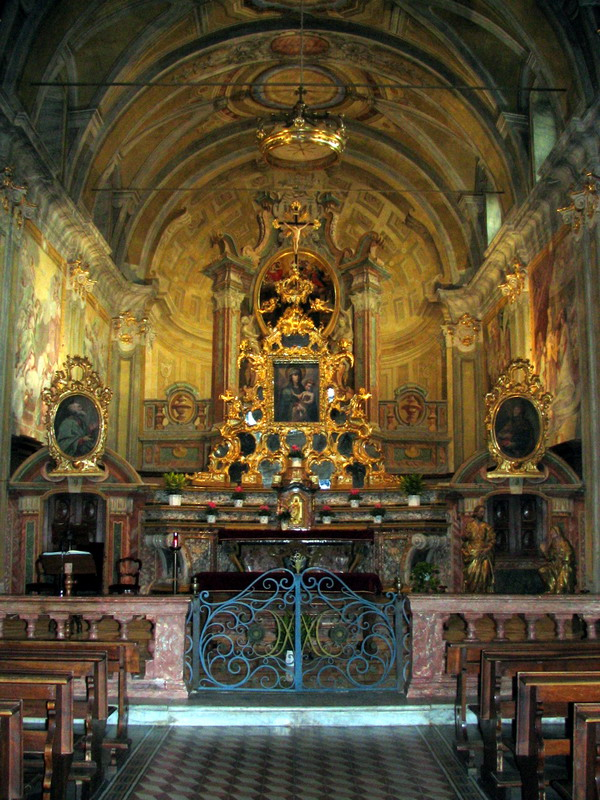
Interno
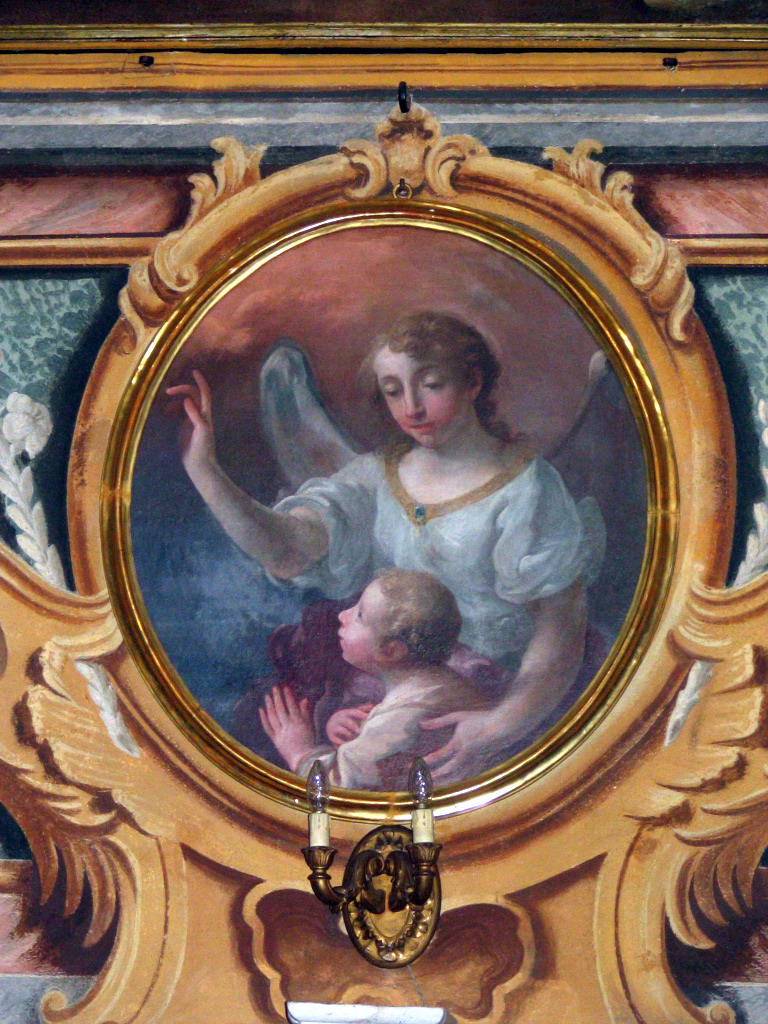
Angelo custode del XVIII secolo
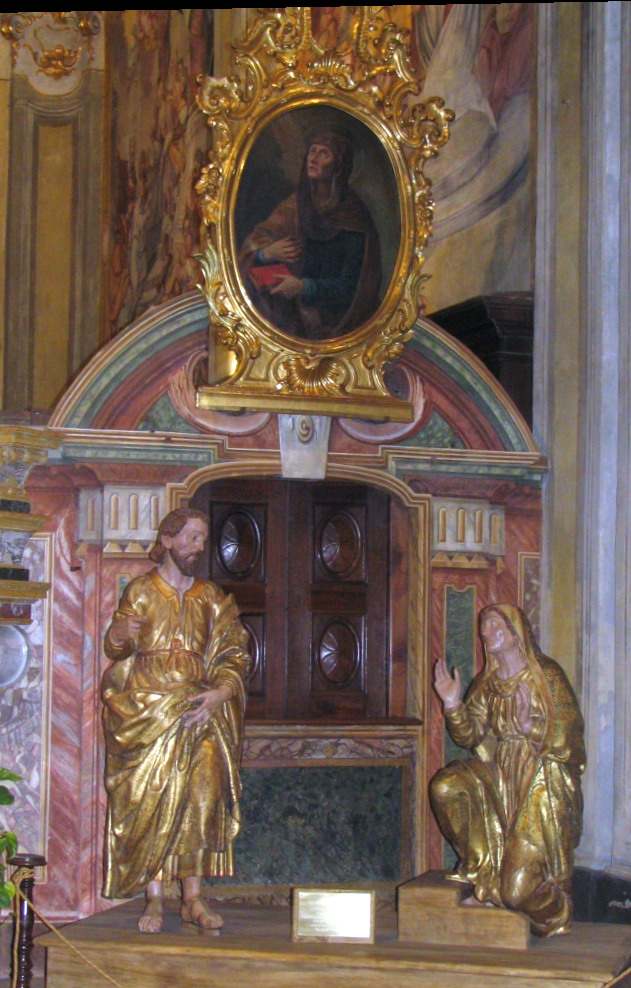
Gruppo ligneo